# Canela (Rio Grande do Sul)
Canela, amtlich portugiesisch Município de Canela, deutsch Zimt, ist eine Gemeinde in Rio Grande do Sul im Süden Brasiliens. Der Ort mit ca. 46.000 Einwohnern (2021), die Canelenser genannt werden, wurde zu Beginn des 20. Jahrhunderts gegründet und am 28. Dezember 1944 eigenständig.

## Geographie
Er liegt auf einer Höhe von 837 Metern in der Serra Gaúcha in dem amtlichen Touristengebiet Região das Hortênsias (Region der Hortensien). Das Gemeindegebiet grenzt an Três Coroas (im Süden), Gramado (im Südwesten), Caxias do Sul (im Nordwesten) und São Francisco de Paula (im Nordosten). Canela liegt 123 km nördlich der Hauptstadt Porto Alegre (84 km Luftlinie).
Das Biom ist Mata Atlântica.

### Klima
Canela hat ein subtropisches durch die Höhenlage relativ kühles und feuchtes Klima. Im Südsommer wird es durchschnittlich 28 °C, im Südwinter 6 °C. Es gibt gelegentlich Frost und Schnee.

## Demografie

### Bevölkerungsentwicklung
| Jahr | Einwohner | Stadt  | Land  |
| --- | --------- | ------ | ----- |
| 1950 | 9.063     | 3.872  | 5.191 |
| 1960 | 12.355    | 7.058  | 5.297 |
| 1970 | 13.909    | 8.381  | 5.528 |
| 1980 | 19.273    | 16.590 | 2.683 |
| 1991 | 24.801    | 23.582 | 1.219 |
| 2000 | 33.625    | 30.760 | 2.865 |
| 2010 | 39.238    | 35.840 | 3.398 |
| 2021 | 45.957    | ?      | ?     |
| Hier fehlt eine Grafik, die leider im Moment aus technischen Gründen nicht angezeigt werden kann. Wir arbeiten daran! |           |        |       |

Quelle: IBGE (2011)

## Kultur
Der deutsch, italienisch und portugiesisch geprägte Stadtkern mit seiner Kathedrale Igreja Matriz de Nossa Senhora de Lourdes, auch Catedral de Pedra genannt, stammt aus der Mitte des 20. Jahrhunderts, diese wurde zu den „Sieben Wundern Brasiliens“ gewählt.

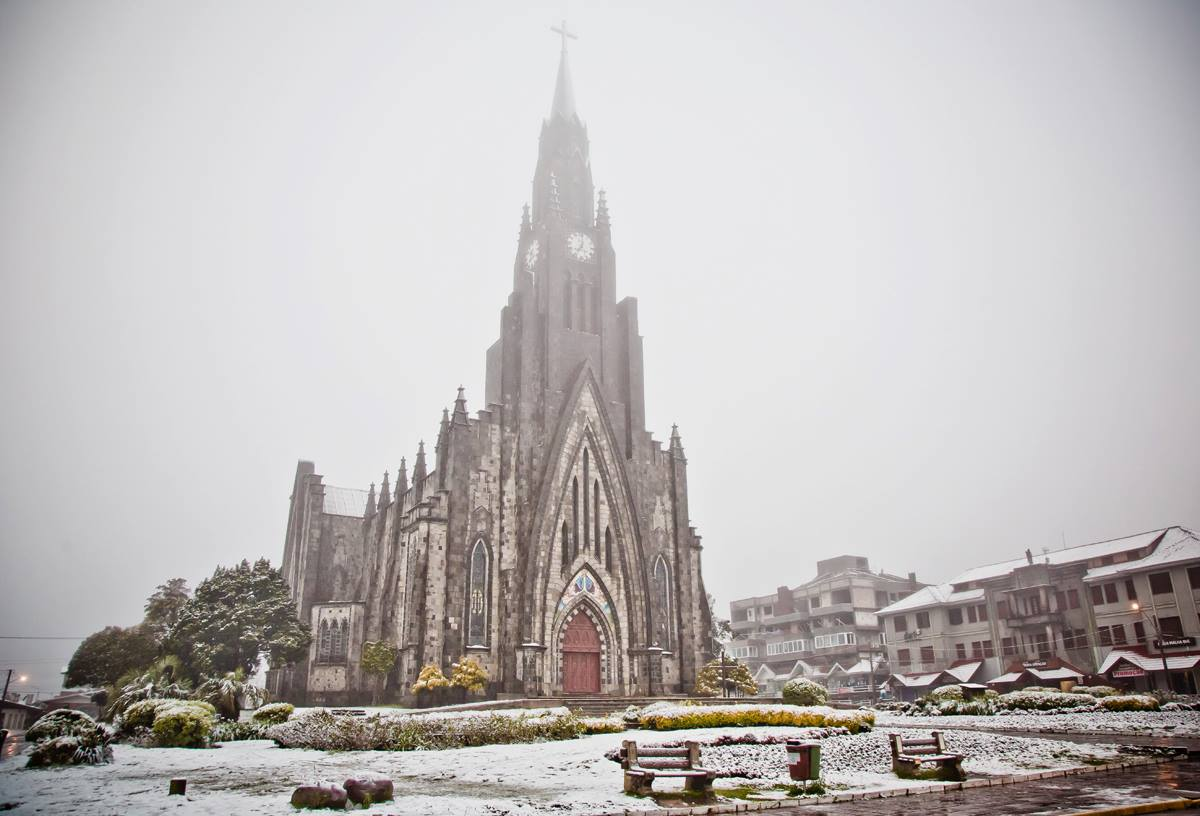
Die Kathedrale bei Schneefall am 29. August 2013

## Tourismus
Die Stadt lockt sowohl im Sommer als auch bei Schneefall viele Touristen an, meist Brasilianer, und ist touristisch sehr gut erschlossen.
Besonders die beiden Naturparks Parque da Ferradura und Parque Estadual do Caracol, dessen größte Attraktion ein Wasserfall ist, sind bei Besuchern sehr beliebt. Die ursprüngliche Vegetation ist Araukarienwald und Mata Atlântica in den tieferen Lagen.
Der Ort liegt an der Rota Romântica, einer landschaftlich schönen Strecke, welche neben Canela noch São Leopoldo, Novo Hamburgo, Estância Velha, Ivoti, Dois Irmãos, Morro Reuter, Santa Maria do Herval, Presidente Lucena, Picada Café, Nova Petrópolis, Gramado und São Francisco de Paula umfasst.

## Skyglass Canela Park
Am 27. Dezember 2020 eröffnete in der Gemeinde Região das Hortênsias bei Canela im brasilianischen Bundesstaat Rio Grande do Sul eine der größten freitragenden Stahl- und Glasplattformen der Welt mit dem Namen Skyglass Canela. Die über 230 Tonnen schwere Schrägseilkonstruktion ist 68 Meter lang und erhebt sich von dem 35 Meter hohen zentralen Pfeiler über das hufeisenförmige Tal des Caí-Flusses. Von der Investorengruppe Volare Empreendimentos Turísticos als größter Skywalk der Welt beworben ist die Plattform zumindest die erste Plattform aus Stahl und Glas in Lateinamerika und die einzige, unter der eine 35 Meter lange Einschienenbahn (Abusado) mit aufgehängten Sesseln verbaut ist, die unter dem 43 mm dicken Glasboden der Plattform mit 3 km/h in 2,5 Minuten hindurchfährt und eine komplette Schleife um den Rundweg macht. Die Baukosten beliefen sich auf 5,6 Millionen Euro. Die Freizeitanlage wird von einem 200 m² großen Gastronomiebereich Deck do Pôr-do-sol, der Platz für 110 Personen bietet, und dem Memorial do Ferro de Passar mit einer Vielzahl an historischen Metallgegenständen ergänzt.

## Wirtschaft
Die landwirtschaftliche Produktion ist geprägt durch Mais, Äpfel, Bohnen, Wein, Reis, Maté, Schweine, Rinder und Hühner.

## Verkehr
Die Straße RS-235 führt von Gramado über Canela nach São Francisco de Paula. Von 1924 bis 1963 war Canela durch eine Bahnlinie mit Taquara verbunden. Der Bahnhof dient heute als Museum. Der Flugplatz zwischen Gramado und Canela wird nicht im Linienverkehr angeflogen.

## Persönlichkeiten
- Picasso, eigentlich Ronei Paulo Travi (* 1939), Fußballspieler
- Eliseu Padilha (* 1945), Politiker (Verkehrsminister)
- Roger Ibañez (* 1998), Fußballspieler